# El Cuarenta
El Cuarenta är en ort i Mexiko.   Den ligger i kommunen Tlahualilo och delstaten Durango, i den centrala delen av landet, 800 km nordväst om huvudstaden Mexico City. El Cuarenta ligger 1 104 meter över havet och antalet invånare är 166.
Terrängen runt El Cuarenta är mycket platt. Runt El Cuarenta är det glesbefolkat, med 9 invånare per kvadratkilometer. Närmaste större samhälle är San Felipe, 19,1 km söder om El Cuarenta. Trakten runt El Cuarenta består till största delen av jordbruksmark.